# تارا کمانگر
تارا آرتمیس کمانگر (به انگلیسی: Tara Artemis Kamangar) آهنگساز و نوازندهٔ پیانو و ویولن ایرانی-آمریکایی است.
تارا از سال ۲۰۱۰ به عضویت گروه کیوسک درآمده است.

## زندگی‌نامه
کمانگر در آمریکا به دنیا آمده و و فراگیری موسیقی را از ۳ سالگی با نواختن پیانو آغاز کرده‌است. تارا همچنین از ۴ سالگی شروع به نواختن ویولن کرد. در آن زمان برادران بزرگتر او به نواختن ساز مشغول بودند. او به زبان فارسی نیز می‌تواند صحبت کند. او تحصیل‌کرده دانشگاه هاروارد در رشته مردم‌شناسی اجتماعی است.

## حرفه

### اجرای آثار بزرگان
کمانگر تاکنون آثار آهنگسازان بزرگ ایرانی همچون هرمز فرهت، بهزاد رنجبران، جواد معروفی، لوریس چکناواریان و به ویژه امین‌الله حسین را به اجرا درآورده است. امین‌الله حسین یکی از آهنگسازان مورد علاقه اوست و از کودکی به کاستهای او گوش می‌داده‌است. به گفته تارا، حسین از اقوام مادربزرگ او بوده‌است. شرق اندوه (East of Melancholy) اولین آلبوم اوست؛ با آثاری از امین‌الله حسین، آرام خاچاطوریان و لوریس چکناواریان.

### گروه موسیقی کیوسک
کمانگر از سال ۲۰۱۰ با گروه کیوسک در ضبط آلبوم سه تقطیره، آلبوم‌های بعد از آن و اجراهای زنده‌شان با عنوان نوازنده ویولن همکاری داشته‌است.